# 洛馬克斯 (伊利諾伊州)
洛馬克斯（英語：Lomax）是位於美國伊利諾伊州亨德森縣的一個村落。

## 地理
洛馬克斯的座標為40°40′47″N 91°04′20″W / 40.67972°N 91.07222°W，而該地最高點為海拔高度167米（即548英尺）。

## 人口
根據2010年美國人口普查的數據，洛馬克斯的面積為2.70平方千米，當中陸地面積為2.70平方千米，而水域面積為0.00平方千米。當地共有人口454人，而人口密度為每平方千米168人。